# Into the Badlands
Into the Badlands es una serie de televisión estadounidense que se estrenó en AMC el 15 de noviembre de 2015. AMC renovó el show para una segunda temporada de 10 episodios, que se estrenó el 19 de marzo de 2017. El 25 de abril de 2017, AMC renovó la serie para una tercera temporada de 16 episodios, estrenándose el 22 de abril de 2018.
El 9 de febrero de 2019, AMC canceló la serie después de tres temporadas.

## Sinopsis
La serie sigue la historia de un guerrero y un joven que viajan juntos a través de una peligrosa tierra feudal en busca de sabiduría.
Ambientada en un futuro distópico donde las armas de fuego han sido prohibidas por los señores feudales que ostentan el poder, también conocidos como "Barones".

## Elenco y personajes
| Actor                | Personajes Principales | Temporadas | Temporadas | Temporadas | Temporadas | Temporadas |
| Actor                | Personajes Principales | 1          | 2          | 3          |            |            |
| -------------------- | ---------------------- | ---------- | ---------- | ---------- | ---------- | ---------- |
| Daniel Wu            | Sunny                  | Principal  | Principal  | Principal  |            |            |
| Orla Brady           | Lydia                  | Principal  | Principal  | Principal  |            |            |
| Sarah Bolger         | Jade                   | Principal  | Principal  |            |            |            |
| Aramis Knight        | M.K                    | Principal  | Principal  | Principal  |            |            |
| Emily Beecham        | Minerva "La viuda"     | Principal  | Principal  | Principal  |            |            |
| Oliver Stark         | Ryder                  | Principal  | Principal  |            |            |            |
| Madeleine Mantock    | Veil                   | Principal  | Principal  |            |            |            |
| Ally Ioannides       | Matilda "Tilda"        | Principal  | Principal  | Principal  |            |            |
| Marton Csokas        | Quinn                  | Principal  | Principal  |            |            |            |
| Nick Frost           | Bajie                  |            | Principal  | Principal  |            |            |
| Babou Ceesay         | Peregrino              |            |            | Principal  |            |            |
| Lorraine Toussaint   | Cressida               |            |            | Principal  |            |            |
| Ella-Rae Smith       | Nix                    |            |            | Principal  |            |            |
| Sherman Augustus     | Nathaniel Moon         |            | Invitado   | Principal  |            |            |
| Actor                | Personajes Recurentes  | Temporadas | Temporadas | Temporadas | Temporadas | Temporadas |
| Actor                | Personajes Recurentes  | 1          | 2          | 3          |            |            |
| Mike Seal            | Petri                  | Recurrente |            |            |            |            |
| Stephen Lang         | Waldo                  | Recurrente | Recurrente |            |            |            |
| Teressa Liane        | Angelica               | Recurrente |            |            |            |            |
| Edi Gathegi          | Jacobee                | Recurrente |            |            |            |            |
| Lance E. Nichols     | River King             | Recurrente |            | Recurrente |            |            |
| Lance Henriksen      | Penrith                | Recurrente | Recurrente |            |            |            |
| Cung Le              | Cyan                   | Recurrente | Recurrente |            |            |            |
| Eve Connolly         | Ava                    |            | Recurrente |            |            |            |
| Stephen Walters      | The Engineer           |            | Recurrente |            |            |            |
| Chipo Chung          | The Master             |            | Recurrente | Recurrente |            |            |
| Maddison Jaizani     | Odessa                 |            | Recurrente | Recurrente |            |            |
| Eleanor Matsuura     | Baron Juliet Chau      |            | Recurrente | Recurrente |            |            |
| Dean-Charles Chapman | Castor                 |            |            | Recurrente |            |            |
| Lewis Tan            | Gaius Chau             |            |            | Recurrente |            |            |
| Thom Ashley          | Eli                    |            |            | Recurrente |            |            |
| Sophia Di Martino    | Lily                   |            |            | Recurrente |            |            |
| Eugenia Yuan         | Kannin                 |            |            | Recurrente |            |            |

## Episodios
| Temporada | Temporada | Episodios | Episodios           | Emisión original        | Emisión original        |
| Temporada | Temporada | Episodios | Episodios           | Primera emisión         | Última emisión          |
| --------- | --------- | --------- | ------------------- | ----------------------- | ----------------------- |
|           | 1         | 6         | 6                   | 15 de noviembre de 2015 | 20 de diciembre de 2015 |
|           | 2         | 10        | 10                  | 19 de marzo de 2017     | 21 de mayo de 2017      |
|           | 3         | 16        | 8                   | 22 de abril de 2018     | 17 de junio de 2018     |
| 8         | 3         | 16        | 24 de marzo de 2019 | 6 de mayo de 2019       |                         |

## Producción

### Desarrollo
El 11 de julio de 2014, se anunció que AMC ordenó una serie de artes marciales compuesta por 6 episodios de una hora de duración originalmente titulada Badlands creada por Al Gough y Miles Millar para estrenarse a finales de 2015 o 2016. La serie se basa libremente en el cuento chino clásico Journey to the West e inspirada en Shogun Assassin. Tomando en cuenta eso, Gough dijo, "Es una mezcla de muchas cosas que nos encantaron como fanáticos y que queríamos ver en un programa de televisión", y estaría ambientada "después de la caída de nuestra civilización", y bromeó que esto es "después de que todos los zombis se hayan extinguido", refieriendo a la otra serie exitosa de AMC The Walking Dead. Los creadores decidieron establecer la serie en el futuro donde las armas ya no existen, con el razonamiento de Gough, "¿Cómo demonios puedes hacer realmente buenas artes marciales cuando todo el mundo tiene armas de fuego?".
AMC renovó el show para una segunda temporada de 10 episodios, que se estrenó el 19 de marzo de 2017.
El 25 de abril de 2017, AMC renovó la serie para una tercera temporada de 16 episodios, programada para estrenarse el 22 de abril de 2018.
El 9 de febrero de 2019, AMC canceló la serie después de tres temporadas.

### Casting
El 19 de agosto de 2016, se unió a la serie Nick Frost al elenco principal de la segunda temporada como Bajie, un hombre con una moral cuestionable y nuevo aliado de Sunny.
A mediados de agosto de 2017, se anunció que Lorraine Toussaint se unió al elenco principal de la tercera temporada retratando a Cressida, una profeta y mentora de Pilgrim.
El 26 de septiembre de 2017, se anunció que Sherman Augustus, Babou Ceesay, Ella Rae-Smith formaran parte del elenco principal de la tercera temporada, con Augustus ascendido a principal tras aparecer en la segunda temporada como invitado, mientras que Ceesay y Smith interpretarán a Pilgrim, líder de los Totemistas y Nix, seguidora de Pilgrim, y aparecerán de forma recurrente Dean-Charles Chapman y Lewis Tan como Castor y Gaius Chau, respectivamente.
La mayoría de los miembros del elenco tenían poco o ningún conocimiento en artes marciales, por lo que el coordinador de peleas y productor ejecutivo, Stephen Fung, organizó un campamento de lucha para los actores, junto al veterano coreógrafo de Hong Kong, Ku Huen-chiu. Antes de que Daniel Wu se uniera a la serie como Sunny, Gough y Millar tardaron cuatro meses en encontrar a un actor que lo interprete. Ellos vieron decenas de aspirantes de Estados Unidos, Europa, Asia y Australia. La mayoría podía hacer artes marciales y algunos podían actuar, pero muy pocos podían hacer ambas cosas. Wu comenzó su carrera en proyectos de artes marciales pero se había alejado del género y estaba buscando un "último hurra" antes de llegar a ser demasiado viejo para las escenas de lucha requeridas. Wu inicialmente estaba reacio al aceptar el papel debido al esfuerzo físico que implicaba. "Tenía 40 años cuando comencé la serie y no estaba seguro de si mi cuerpo podría soportarlo" dijo Wu. Añadió que se había estado manteniendo en forma, pero que necesitaba intensificar su entrenamiento para prepararse para el papel. Además se desempeñó como productor ejecutivo por lo que trabajar en ambos grupos en un programa de seis días a la semana, combinando días completos con la unidad principal con los regímenes de entrenamiento requeridos serían estresantes.

### Rodaje
La serie se filma en Luisiana.

### Marketing
A fines de junio de 2015, se lanzó un póster promocional. Al mes siguiente, se lanzó el tráiler completo en la San Diego Comic-Con.
El 26 de marzo de 2018, el tráiler oficial de la tercera temporada fue lanzada.